# Safon
Safon, Asafon (hebr. וְצָפוֹן) – miejscowość biblijna, należąca do pokolenia Gada. Położona była na wschodnim brzegu Jordanu w dolinie Sukkot. Utożsamiane jest ze współczesnym Tell es-Sajidija. Według Księgi Jozuego (Joz 13,27) początkowo należała do Oga z Baszanu. Prawdopodobnie to Safon wzmiankowany był w korespondencji z Amarna. W IX wieku p.n.e., w okresie wojen Szeszonka, miasto zostało zdobyte przez wojska faraona. W epoce hellenistycznej jako Asafon było jednym z miast, położonych na północy Perei. Józef Flawiusz w swoich Dawnych dziejach Izraela (XIII, 338) wskazuje Safon jako miejsce klęski Aleksandra Jannaja z rąk króla Cypru Ptolemeusza w latach 108–107 p.n.e.